# Peau d'été
Pour plus de détails, voir Fiche technique et Distribution.
Peau d'été (titre original : Piel de verano) est un film argentin réalisé par Leopoldo Torre Nilsson et sorti en 1961.

## Synopsis
À Punta del Este, Marcela, une jeune étudiante, préfère les joies de la plage aux cours scolaires. Sa grand-mère bouscule ses habitudes en lui proposant un étrange marché : veiller aux derniers jours de Martín, le fils de son amant, atteint d'un mal incurable. Marcela devra aussi simuler la passion amoureuse en échange d'un séjour à Paris, tous frais payés, et d'une collection du couturier Dior.

## Fiche technique
- Titre du film : Peau d'été
- Titre original : Piel de verano
- Réalisation : Leopoldo Torre Nilsson
- Scénario : L. Torre Nilsson, Beatriz Guido (es) d'après son récit Convalescència
- Photographie : Oscar Melli
- Format : Noir et blanc, 35 mm
- Musique : Robert Schumann, Bébé López Fürst et son ensemble jazz
- Son : Jorge Castronuovo
- Décors : Oscar Lagomarsino
- Montage : Jacinto Cascales
- Production : L. Torre Nilsson, Néstor Gaffet pour Producciones Ángel
- Pays d'origine :  Argentine
- Langue originale : espagnol
- Durée : 96 minutes
- Sortie :  Argentine : 31 août 1961

## Distribution
- Alfredo Alcón : Martín
- Graciela Borges : Marcela
- Franca Boni : Jou-Jou, la grand-mère
- Juan Jones : Marcos
- Pedro Lascalt : Alberto
- Luciana Possamay : Adela

## Commentaires
Piel de verano constitue une nouvelle étape dans l'œuvre de Torre Nilsson : une jeune femme, aux sentiments ambigus, doit assumer une lourde responsabilité dans la mort d'un homme. Lorsque Martín (Alfredo Alcón) apprend le miracle de sa guérison, il découvre, aussitôt après, le mensonge d'une passion feinte. Accablé, le jeune convalescent se suicide. « Marcela revient à Buenos Aires chercher le salaire du péché. Comme Emma Zunz, elle se sent désormais condamnée. [...] Elle a triché avec l'amour et réalise peu à peu que cet amour, qu'elle avait si bien joué, était lentement devenu une réalité. »
« On voit ce qu'un tel sujet a d'apparemment insoutenable sinon dans une catégorie peu explorée du sadisme des sentiments », note Jean-Paul Torok. L'influence de Michelangelo Antonioni, celui de L'avventura en particulier, y a été décelée.
Néanmoins, « à l'inverse d'Antonioni (dont le procès en confusion morale est à faire), l'auteur de Peau d'été s'engage dans un parti-pris de condamnation, qui, poussant la description d'un personnage de femme contemporaine jusqu'à la monstruosité, en fait le mortel symbole de cette instabilité des sentiments (ou plutôt de cette impuissance de sentiments) que les éternels ennemis de l'amour revendiquent au nom de la liberté. [...] En choisissant de réaliser son film du point de vue de l'héroïne (Graciela Borges), rendant ainsi le spectateur complice de sa meurtrière comédie, le réalisateur argentin donne plus de poids à sa mise en cause de la faillite des sentiments et renforce le bien-fondé de la condamnation finale [...] », ajoute Jean-Paul Torok.
Il faut signaler, cependant, qu'avec Piel de verano (Peau d'été), Torre Nilsson ne s'éloigne pas d'une de ses aspirations régulières : brosser le portrait ambivalent d'une jeune femme. Le film est « une observation très intelligente de la désorientation affective d'une adolescente. [...] À mesure que le temps passe, on la découvre dans son insécurité véritable. [...] elle devient cruelle sans calcul car elle utilise la méchanceté comme un mécanisme d'autodéfense, lorsqu'elle se heurte à l'inattendu », écrit Jaime Potenze.